# مسجد و مناره سین
مسجد و مناره سین مربوط به سدهٔ ۶ ه‍.ق است و در شهرستان اصفهان، روستای سین واقع شده و این اثر در تاریخ ۱۲ اسفند ۱۳۱۵ با شمارهٔ ثبت ۲۸۱ به‌عنوان یکی از آثار ملی ایران به ثبت رسیده‌است.